# ماري إليزابيث فلوريس
ماري إليزابيث «ليزي» فلوريس فليك (ولدت في 6 ديسمبر 1973 في تيغوسيغالبا) صحفية ومحامية وسياسية ودبلوماسية، وهي ابنة الرئيس الهندوراسي السابق كارلوس فلوريس فقوسة. والدتها هي ماري فليك دي فلوريس، وهي أمريكية.
في 25 يناير 2006، تولت فلوريس منصب نائب رئيس المؤتمر الوطني في هندوراس، ممثلة للحزب الليبرالي. في أبريل 2010، أصبحت الممثلة الدائمة لهندوراس لدى الأمم المتحدة.
لدى فلوريس طفلان.